# Cortes y Graena
Cortes y Graena es un municipio español situado en la parte centro-oeste de la comarca de Guadix, en la provincia de Granada, comunidad autónoma de Andalucía. Limita con los municipios de Purullena, Marchal, Beas de Guadix, Polícar, Lugros, La Peza y Darro. Cuenta con una población de 966 habitantes (INE 2024).
El municipio cortesano-graenense comprende los núcleos de población de Graena —capital municipal—, Los Baños, Lopera y Cortes. Está ubicado en la cara norte de Sierra Nevada, junto al paso natural entre Granada, Almería y el resto del Levante.

## Historia
La región estuvo habitada desde la Edad de Bronce, como demuestran los yacimientos arqueológicos que se han encontrado. Los romanos, y después los musulmanes, vivieron en esta zona probablemente atraídos por sus aguas termales. En 1492 fue reconquistada por los Reyes Católicos, y pasó a depender de la Corona hasta que en el siglo XVII el municipio fue adquirido por la familia Pérez de Barradas, formando el Marquesado de Cortes de Graena.

## Geografía
| Noroeste: Darro            | Norte: Purullena  | Noreste: Purullena             |
| Oeste: La Peza             | Puntos cardinales | Este: Marchal y Beas de Guadix |
| Suroeste: La Peza y Lugros | Sur: Lugros       | Sureste: Polícar               |

## Demografía
Cortes y Graena cuenta con una población de 966 habitantes (INE 2024).
| Gráfica de evolución demográfica de Cortes y Graena entre 1842 y 2021                                               |
| |
| Población de derecho según los censos de población del INE Población de hecho según los censos de población del INE |

## Economía

### Evolución de la deuda viva municipal
| Gráfica de evolución de Deuda viva del Ayuntamiento de Cortes y Graena entre 2008 y 2020                                |
| |
| Deuda viva del Ayuntamiento de Cortes y Graena en miles de Euros según datos del Ministerio de Hacienda y Ad. Públicas. |

## Comunicaciones

### Carreteras
Por este municipio granadino pasa la autovía A-92, que ofrece tres salidas compartidas para Cortes y Graena:
- 285: Lopera.
- 286: Lopera, Río Fardes.
- 288: Purullena, Cortes y Graena, Beas de Guadix.

Existen varias carreteras locales que conectan Cortes y Graena con Purullena y La Peza (GR-4104), y Lopera con Pinos Genil (GR-3201).
Algunas distancias entre Cortes y Graena y otras ciudades:
| Ciudades | Distancia (km) | Ciudades | Distancia (km) | Ciudades  | Distancia (km) | Ciudades  | Distancia (km) |
| -------- | -------------- | -------- | -------------- | --------- | -------------- | --------- | -------------- |
| Guadix   | 8              | Motril   | 128            | Cartagena | 252            | Madrid    | 434            |
| Granada  | 51             | Linares  | 151            | Sevilla   | 295            | Valencia  | 454            |
| Jaén     | 108            | Málaga   | 178            | Albacete  | 373            | Zaragoza  | 742            |
| Almería  | 117            | Murcia   | 226            | Toledo    | 383            | Barcelona | 811            |

## Administración y política
Los resultados en Cortes y Graena de las elecciones municipales celebradas en mayo de 2019, son:
| Elecciones Municipales - Cortes y Graena (2019) | Elecciones Municipales - Cortes y Graena (2019) | Elecciones Municipales - Cortes y Graena (2019) | Elecciones Municipales - Cortes y Graena (2019) | Elecciones Municipales - Cortes y Graena (2019) |
| Partido político                                | Partido político                                | Votos                                           | Votos                                           | Concejales                                      |
| ----------------------------------------------- | ----------------------------------------------- | ----------------------------------------------- | ----------------------------------------------- | ----------------------------------------------- |
|                                                 | Grupo Independiente de Cortes y Graena (GICG)   | 332                                             | 45,86 %                                         | 4                                               |
|                                                 | Partido Popular (PP)                            | 222                                             | 30,66 %                                         | 2                                               |
|                                                 | Partido Socialista Obrero Español (PSOE)        | 164                                             | 22,65 %                                         | 1                                               |

## Cultura
Dentro de la cultura del municipio cabe mencionar la existencia de las típicas casas-cueva, muy comunes en la región de Andalucía Oriental, estando la mayoría de ellas habitadas, y otras en proceso de rehabilitación.

### Patrimonio
Baños árabes - Balneario

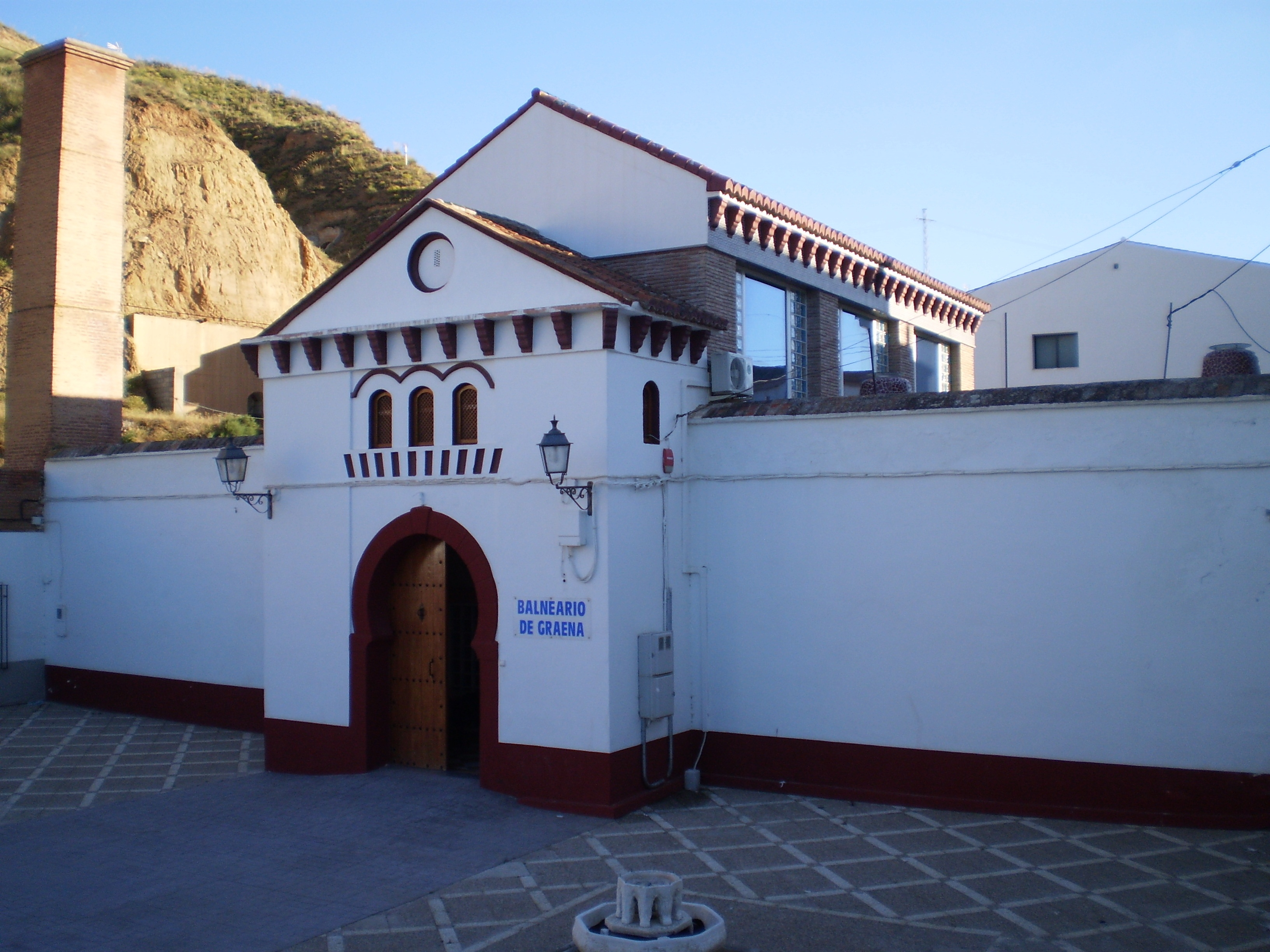
Balneario

El balneario con aguas termales, reconocidas internacionalmente en la Exposición Universal de París de 1900, se encuentra en la localidad de Los Baños. Pasó a propiedad municipal el 10 de octubre de 1986, desempeñando la primera gerencia Don Fermín Fernández Avivar, y tras lograr adjudicarlo en subasta pública.
Iglesia de Ntra. Señora de la Anunciación
Es una iglesia de estilo mudéjar del siglo XVI y se encuentra ubicada en el centro de la población de Graena. La planta es de una sola nave y corresponde a la tipología de la comarca de Guadix. La nave se cubre con un artesonado policromado muy bien conservado. El coro de madera se sitúa a los pies de la iglesia. La portada, con la imagen de la Asunción, es de estilo renacentista. La torre, que se encuentra adosada a la cabecera en el lado derecho, es de planta cuadrada y de poca altura. De especial interés es la imagen gótica de la Asunción.
Iglesia de la Presentación
Situada en la localidad de Cortes. Pese a la sencillez de su estructura, es en especial interesante siendo una de las construcciones que no han sufrido modificaciones de otro tipo, permaneciendo así tal y cual como fue construida hace cuatro siglos. Es una edificación con las características propias de iglesia mudéjar, como son el suelo de ladrillos muy típico, la balaustrada de la capilla y el altar mayor. La construcción se inició a fines de la década de 1540, por el albañil Ambrosio de Villegas y el carpintero Bartolomé Meneses, y se terminó en los años 1560-1562.

### Fiestas
Sus fiestas populares se celebran cada año en torno al 10 de agosto en honor a San Lorenzo, patrón del municipio. También es costumbre en abril festejar el día de San Marcos.
Aparte, cada núcleo tiene sus propias fiestas: el Santo Cristo en Graena, el 14 de septiembre; San Antonio de Padua en Los Baños, el 13 de junio; San Torcuato en Lopera, el 15 de mayo; y la Virgen de la Presentación en Cortes, el 21 de noviembre.